# 2011年岩手県知事選挙
2011年岩手県知事選挙（2011ねんいわてけんちじせんきょ）は、2011年（平成23年）9月11日に行われた岩手県知事を選出する選挙である。

## 概要
現職の達増拓也の任期満了に伴う知事選挙。本来は第17回統一地方選挙の日程で実施されるはずであったが、3月11日に発生した東北地方太平洋沖地震による震災（東日本大震災）の影響を考慮して延期されていた。
政府は8月2日の閣議で岩手県知事選挙を含む13選挙の日程を正式に決定し、知事選挙は9月11日に投票が行われることが決定した。選挙は8月25日に告示され、政権与党である民主党が推薦する現職で2期目を目指す達増に対し、野党の自民党や社民党などが支援する県議会議員の高橋博之、共産党推薦の鈴木露通、無所属で前回の知事選に続く2度目の挑戦となった芦名鉄雄の新人3人が挑む構図となった。
各党の対応は、政権与党の民主党が達増を、共産党が鈴木をそれぞれ推薦。自民党は独自候補擁立を一旦は断念したが、現職の達増の特定政党に偏った政治姿勢への党内での批判は強く、県連は同党での擁立作業を再開。超党派と民間人を入れた政治団体いわて復興県民の会を社民党や地域政党いわての県議らと共に立ち上げ、非民主党候補として高橋を擁立した。みんなの党は一旦は出馬の意向を固めた同党員の中村力の推薦に動いたが中村が自ら出馬見送りを表明したため、最終的に自主投票とした。公明党も自主投票とした。

## 基礎データ

### 告示日
- 2011年（平成23年）8月25日[9]

### 執行日
- 2011年（平成23年）9月11日[9]

### 同日選挙
- 岩手県議会議員選挙（9月2日 告示）[10]
- 陸前高田市議会議員選挙（9月4日 告示）[10]
- 釜石市議会議員選挙（9月4日 告示）[10]
- 山田町議会議員選挙（9月6日 告示）[10]

## 立候補者
告示日の8月25日に立候補を届け出た候補者は以下の通りである。立候補届け出順。
| 候補者名（読み）               | 年齢 | 党派                               | 肩書き                                 |
| ------------------------------ | ---- | ---------------------------------- | -------------------------------------- |
| 芦名鉄雄 （あしな てつお）     | 66   | 無所属                             | 会社役員                               |
| 鈴木露通 （すずき つゆみち）   | 60   | 無所属 （共産党 推薦）             | 団体役員、県労連議長                   |
| 達増拓也 （たっそ たくや）     | 47   | 無所属 （民主党 推薦）             | 岩手県知事（現職）、元民主党衆議院議員 |
| 高橋博之 （たかはし ひろゆき） | 36   | 無所属 （いわて県民復興の会 推薦） | 無職、元県議会議員                     |

### 選挙のタイムライン
- 2010年12月18日 - 会見で現職の達増が再選へ向けて出馬を正式表明。[13]
- 2011年1月19日 - 民主党は常任幹事会で達増の推薦を決定。[2]
- 2011年2月13日 - 盛岡市内での会見で、県労連議長の鈴木が立候補を正式表明。[3]
- 2011年2月23日 - 県庁での会見で、元衆議院議員の中村力が出馬を表明。[6]
- 2011年3月6日 - 自民党岩手県連は、盛岡市内で開かれた議員総会で、独自候補擁立を断念したことを決定。[4]
- 2011年3月11日 - 東北地方太平洋沖地震が発生。同県は甚大な被害を受ける。
- 2011年3月22日 - 同月11日に発生した東日本大震災の影響で岩手県知事選を含めた被災地の各選挙日程の延期が決定。[14][1]
- 2011年6月29日 - 立候補を表明していた中村がマスコミの取材で立候補見送りの意向を表明。[7]
- 2011年7月20日 - 岩手県選挙管理委員会が、東日本大震災により延期されていた知事選の日程を、8月25日告示、9月11日投開票とすることを決定。[9]
- 2011年7月29日 - 盛岡市内での会見で、花巻市選挙区選出で県議会議員の高橋がいわて復興県民の会[12]からの立候補を正式表明。[15]
- 2011年8月7日 - 公明党の山口那津男代表が知事選の対応について、自主投票とする方針を表明。[8]
- 2011年8月25日 - 告示。現職と新人3人による選挙戦に。[16]
- 2011年9月11日 - 投開票。

## 選挙結果

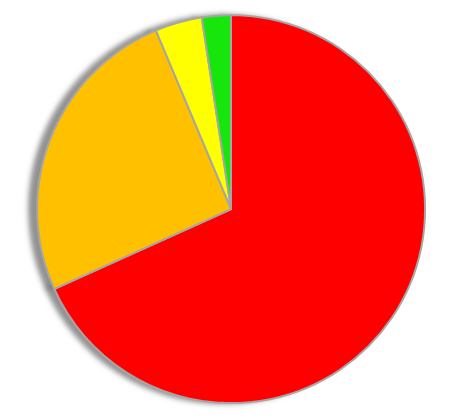
各候補の得票率（得票数の多かった順）

投票率は59.92%で、前回2007年の68.53%を下回る投票率であった。（前回比 -8.61%）当日の有権者数は108万4888人であった。
候補者別の得票数の順位、得票数、得票率、惜敗率、供託金没収概況は以下のようになった。供託金欄のうち「没収」とある候補者は、有効投票総数の10%を下回ったため全額没収された。得票率と惜敗率は未発表のため暫定計算とした（小数3位以下四捨五入）。
|      | 順位 | 候補者名  | 党派   | 新旧 | 得票数  | 得票率 | 惜敗率 | 供託金 |
| ---- | ---- | --------- | ------ | ---- | ------- | ------ | ------ | ------ |
| 当選 | 1    | ■達増拓也 | 無所属 | 現   | 438,975 | 68.25% | ----   |        |
|      | 2    | ■高橋博之 | 無所属 | 新   | 163,397 | 25.40% | 37.22% |        |
|      | 3    | ■鈴木露通 | 無所属 | 新   | 25,240  | 3.92%  | 5.75%  | 没収   |
|      | 4    | ■芦名鉄雄 | 無所属 | 新   | 15,567  | 2.42%  | 3.55%  | 没収   |

選挙の結果、現職の達増が高橋ら3氏に大差をつけて再選を果たした。当選した達増は県が8月にまとめた復興計画を事実上のマニフェストとして掲げ県内の幅広い有権者からの支持を得ることに成功した。一方、前岩手県議で自民党や社民党、地域政党いわてなど非民主党勢力の後押しを受けた高橋は、出馬表明が7月末で出遅れたことと、知名度不足もあって支持が浸透しなかった。
投票日直前に鉢呂吉雄が震災被災地での不適切な発言の責任を取って経済産業大臣を辞任したが知事選の流れを変えるには至らなかった。